# Лоуел (Висконсин)
Лоуел (енгл. Lowell) град је у америчкој савезној држави Висконсин.

## Демографија
По попису из 2010. године број становника је 340, што је 26 (-7,1%) становника мање него 2000. године.
| Група             | 2000.       | 2010.       |
| Белци             | 346 (94,5%) | 333 (97,9%) |
| Афроамериканци    | 1 (0,3%)    | 1 (0,3%)    |
| Азијати           | 4 (1,1%)    | 0 (0,0%)    |
| Хиспаноамериканци | 12 (3,3%)   | 5 (1,5%)    |
| Укупно            | 366         | 340         |